# It's a Laugh Productions
It's a Laugh Productions, Inc. è un'azienda statunitense operante nel settore della produzione televisiva, di proprietà di Disney Branded Television. Produce alcune delle serie tv che vanno in onda su Disney Channel e Disney XD.

## Serie prodotte
| #  | Nome                                  | Numero di episodi | Rete televisiva |
| -- | ------------------------------------- | ----------------- | --------------- |
| 1  | Zack e Cody al Grand Hotel            | 87                | Disney Channel  |
| 2  | Hannah Montana                        | 98                | Disney Channel  |
| 3  | Cory alla Casa Bianca                 | 34                | Disney Channel  |
| 4  | I maghi di Waverly                    | 106               | Disney Channel  |
| 5  | Zack e Cody sul ponte di comando      | 71                | Disney Channel  |
| 6  | Sonny tra le stelle                   | 47                | Disney Channel  |
| 7  | Jonas L.A.                            | 34                | Disney Channel  |
| 8  | I'm in the Band                       | 41                | Disney XD       |
| 9  | Buona Fortuna Charlie                 | 97                | Disney Channel  |
| 10 | Coppia di re                          | 67                | Disney XD       |
| 11 | A tutto ritmo                         | 75                | Disney Channel  |
| 12 | A.N.T. Farm - Accademia Nuovi Talenti | 62                | Disney Channel  |
| 13 | So Random!                            | 26                | Disney Channel  |
| 14 | Kickin' It - A colpi di karate        | 84                | Disney XD       |
| 15 | Jessie                                | 98                | Disney Channel  |
| 16 | Austin & Ally                         | 87                | Disney Channel  |
| 17 | Lab rats                              | 74                | Disney XD       |
| 18 | Crash e Bernstein                     | 39                | Disney XD       |
| 19 | Dog with a Blog                       | 63                | Disney Channel  |
| 20 | Liv e Maddie                          | 80                | Disney Channel  |
| 21 | Mighty Med - Pronto soccorso eroi     | 37                | Disney XD       |
| 22 | Non sono stato io                     | 30                | Disney Channel  |
| 23 | Girl Meets World                      | 72                | Disney Channel  |
| 24 | K.C. Agente Segreto                   | 75                | Disney Channel  |
| 25 | Best Friends Whenever                 | 30                | Disney Channel  |
| 26 | Gamers Mania                          | 37                | Disney XD       |
| 27 | Summer Camp                           | 161               | Disney Channel  |
| 28 | Lab Rats: Elite Force                 | 15                | Disney XD       |
| 29 | Bizaardvark                           | 63                | Disney Channel  |
| 30 | Raven's Home                          | 123               | Disney Channel  |
| 31 | Coop & Cami: A voi la scelta          | 49                | Disney Channel  |
| 32 | Sydney to the Max                     | 63                | Disney Channel  |